# Angleton
Angleton es una ciudad ubicada en el condado de Brazoria en el estado estadounidense de Texas. En el Censo de 2010 tenía una población de 18.862 habitantes. Tiene una población estimada, a mediados de 2019, de 19.431 habitantes.

## Geografía
Angleton se encuentra ubicada en las coordenadas 29°10′9″N 95°25′44″O / 29.16917, -95.42889. Según la Oficina del Censo de los Estados Unidos, Angleton tiene una superficie total de 29.24 km², de la cual 29.19 km² corresponden a tierra firme y (0.17%) 0.05 km² es agua.

## Demografía
Según el censo de 2010, había 18.862 personas residiendo en Angleton. La densidad de población era de 645 hab./km². De los 18.862 habitantes, Angleton estaba compuesto por el 71.69% blancos, el 12.43% eran afroamericanos, el 0.56% eran amerindios, el 1.07% eran asiáticos, el 0.03% eran isleños del Pacífico, el 11.27% eran de otras razas y el 2.95% pertenecían a dos o más razas. Del total de la población el 30.46% eran hispanos o latinos de cualquier raza.